# Thimma Bhupala
Thimma Bhupa (... – 1491) fu per un brevissimo periodo l'imperatore dell'Impero Vijayanagara, appartenente alla dinastia Saluva.
Figlio di Saluva Narasimha Deva Raya, Thimma salì al trono dopo la morte del padre nel 1491 ma venne subito ucciso da un comandante dell'esercito nel corso di un periodo di disordini politici a Vijayanagara. Gli succedette il fratello minore Narasimha Raya II.